# Zylon

Estructura del Zylon

El Zylon es una fibra sintética de altas prestaciones, desarrollada por la empresa Toyobo, ubicada en Osaka, Japón. Sus creadores afirman que es la fibra con más alta resistencia a la tracción, así como una gran resistencia térmica.
Se consigue mediante la mezcla de un polímero llamado PBO (para fenileno benzobisoxazol) forzándolo a través de una máquina giratoria. El PBO tiene una estructura química que es difícil de procesar. La resistencia del Zylon es cerca de 10 veces mayor que la del acero (un hilo de Zylon de tan solo 1 mm de diámetro puede sostener un objeto de 450 kg de peso). Cuenta con una excelente resistencia al fuego, soportando temperaturas de hasta 650 °C y más resistencia al impacto que el acero y el carbón. 

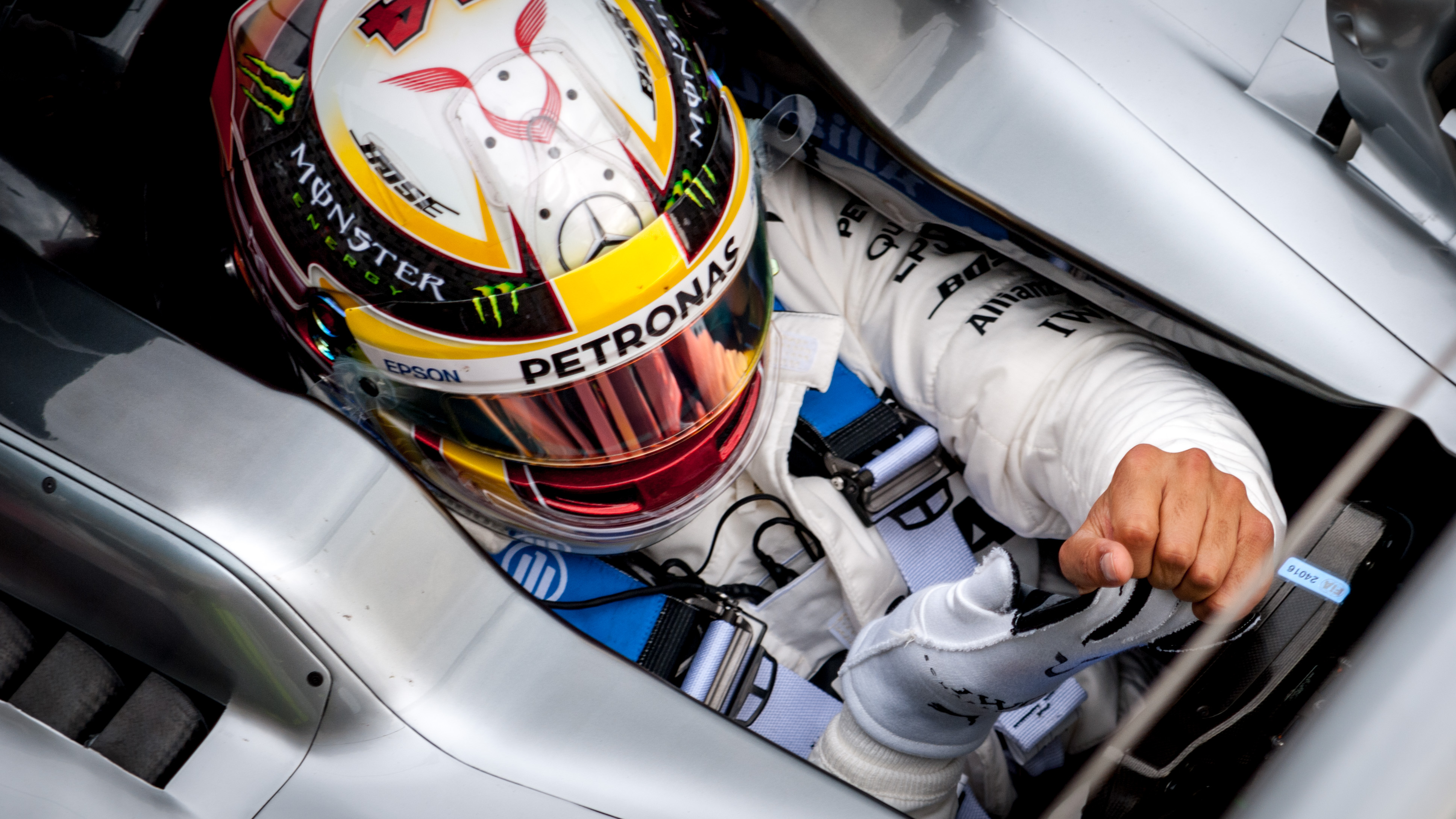
Este material es utilizado en cascos y habitáculos de F1 para la protección del piloto.

Se usa en Fórmula 1 para la fabricación del habitáculo de seguridad de los monoplazas desde la temporada 2007 y como refuerzo en el visor del casco. Se ha usado en partes del vehículo de exploración MER, (Mars Exploration Rover). Se usó para hacer chalecos antibalas, pero han sido retirados debido a la degradación con el tiempo del producto. El Zylon también se utiliza para la fabricación de fibra óptica. En el año 2001 la Administración Nacional para la aeronáutica y el espacio (NASA), de Estados Unidos, la utilizó como material de refuerzo en globos de observación espacial.
Nombre IUPAC: poli(p-fenileno-2,6-benzobisoxazol)